# Прем'єр-міністр Хорватії
Прем'є́р-міні́стр Хорва́тії — глава уряду Хорватії. Офіційна назва: «Голова Уряду Республіки Хорватія» (хорв. Predsjednik Vlade Republike Hrvatske).

## Історія
Спочатку, за конституцією від 22 грудня 1990 року, Хорватія була напівпрезидентською республікою: у президента були широкі повноваження, зокрема на призначення прем'єр-міністра та розпуск уряду. Після парламентських виборів 2000 року було сформовано уряд на чолі з Соціал-демократичною партією Хорватії, який збільшив повноваження парламенту, уряду та прем'єр-міністра. Тим самим Хорватія стала напівпарламентською республікою: прем'єр-міністр країни має більший вплив за її президента.
З 6 липня 2009 року до 23 грудня 2011 прем'єр-міністром Хорватії вперше була жінка Ядранка Косор, що була до цього віце-прем'єром в уряді Іво Санадера, який подав у відставку 1 липня 2009 року.
Нині прем'єр-міністром Хорватії є Андрей Пленкович.

## Список голів уряду

### Соціалістична Республіка Хорватія(1945—1991рр.)

#### Міністр у справах Хорватії (в уряді Югославії)
- Павле Грегорич (7 березня 1945 — 14 квітня 1945)

#### Прем'єр-міністр
- Володимир Бакаріч (14 квітня 1945 — 6 лютого 1953)

#### Голови Виконавчої Ради
- Володимир Бакаріч (6 лютого 1953 — грудень 1953)
- Яков Блажевич (грудень 1953 — липень 1962)
- Звонко Бркич (липень 1962 — червень 1963)
- Міка Шпиляк (червень 1963 — травень 1967)
- Савка Дабчевич-Кучар (травень 1967 — травень 1969)
- Драгутін Харамія (травень 1969 — грудень 1971)
- Іво Перішин (грудень 1971 — квітень 1974)
- Яков Сироткович (квітень 1974 — 9 травня 1978)
- Петар Флекович (9 травня 1978 — липень 1980)
- Анте Маркович (липень 1980 — 20 листопада 1985)
- Ема Дероссі-Б'єлаяц (20 листопада 1985 — 10 травня 1986)
- Антун Милович (10 травня 1986 — 30 травня 1990)

### Хорватія(з 1991 року)

#### Прем'єр-міністри
| Ім'я              | Обійняв посаду   | Залишив посаду   | Партія     |
| ----------------- | ---------------- | ---------------- | ---------- |
| Степан Месич      | 30 травня 1990   | 24 серпня 1990   | ХДС        |
| Йосип Манолич     | 24 серпня 1990   | 17 липня 1991    | ХДС        |
| Франьо Ґреґурич   | 17 липня 1991    | 12 серпня 1992   | ХДС        |
| Хрвоє Шаринич     | 12 серпня 1992   | 3 квітня 1993    | ХДС        |
| Нікіца Валентич   | 3 квітня 1993    | 7 листопада 1995 | ХДС        |
| Златко Матеша     | 7 листопада 1995 | 27 січня 2000    | ХДС        |
| Івіца Рачан       | 27 січня 2000    | 23 грудня 2003   | СДП        |
| Іво Санадер       | 23 грудня 2003   | 6 липня 2009     | ХДС        |
| Ядранка Косор     | 6 липня 2009     | 23 грудня 2011   | ХДС        |
| Зоран Міланович   | 23 грудня 2011   | 22 січня 2016    | СДП        |
| Тихомир Орешкович | 22 січня 2016    | 19 жовтня 2016   | незалежний |
| Андрей Пленкович  | 19 жовтня 2016   | донині           | ХДС        |